# كونراد هاميلتون
كونراد هاميلتون (بالإنجليزية: Conrad Hamilton)‏ هو لاعب كرة قدم أمريكية أمريكي، ولد في 5 نوفمبر 1974 في ألاموغوردو في الولايات المتحدة.

## وصلات خارجية
- كونراد هاميلتون على موقع مرجع كرة القدم المحترفة.كوم (الإنجليزية)